# 李真 (藝術家)
李真（1963年4月16日— ) 生於台灣雲林。主要從事雕塑、繪畫與多媒材裝置等創作。
早期以傳統佛教造像為主要工作，後轉投入專職的藝術創作，其雕塑多以銅為材料，採用特殊墨黑色的生漆，與銨金、銨銀等手法調配作品顏色以形成對比。
對佛、道、禪學等中國古典哲學有所涉獵，雕塑自傳統中國佛學塑像的基礎上發展出獨特的當代風格，而「既重又輕」係一其重要的美學風格。

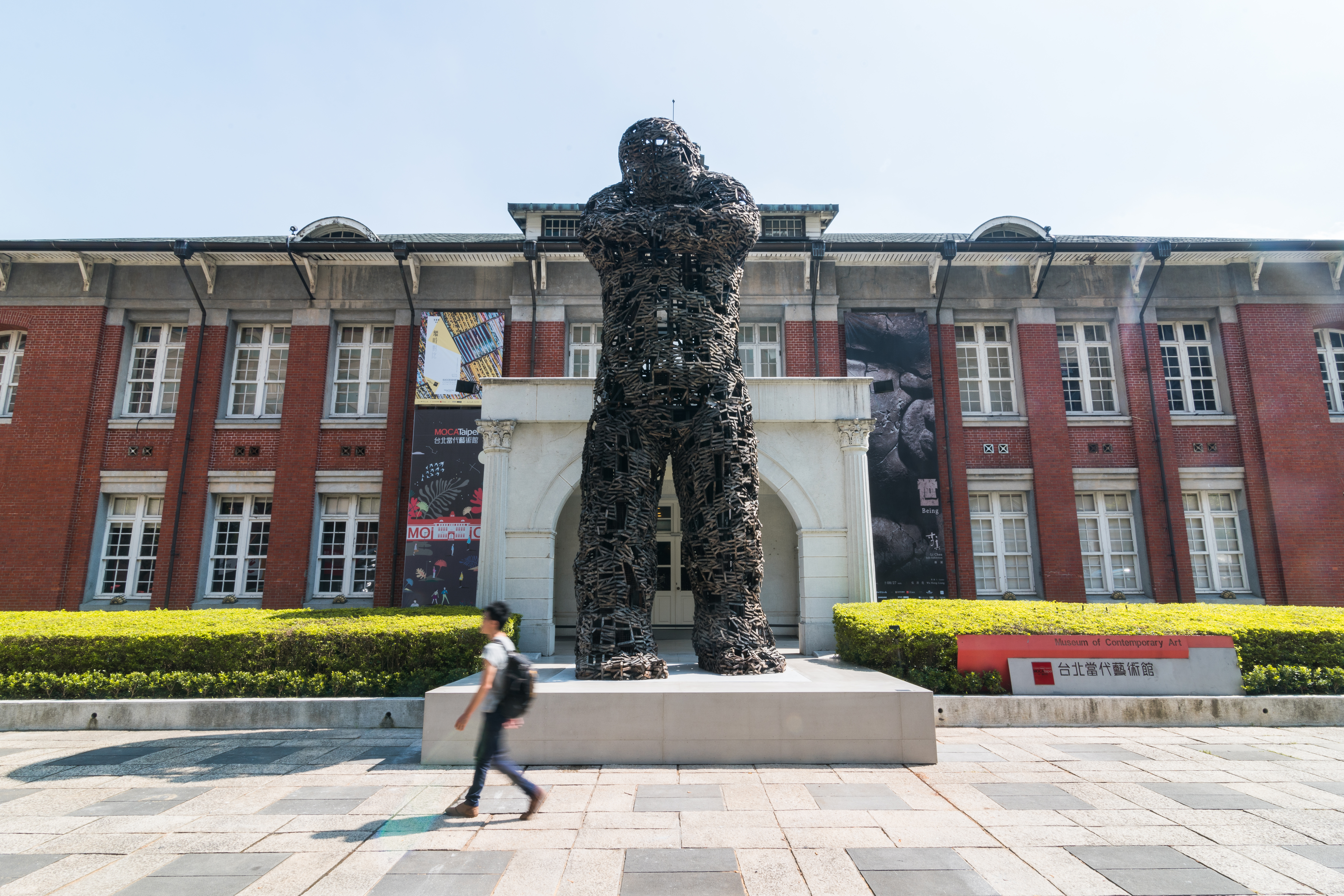
2017年 李真個展『「世」一場自願非願的遊浮』，《站立的靈魂》，台北當代藝術館

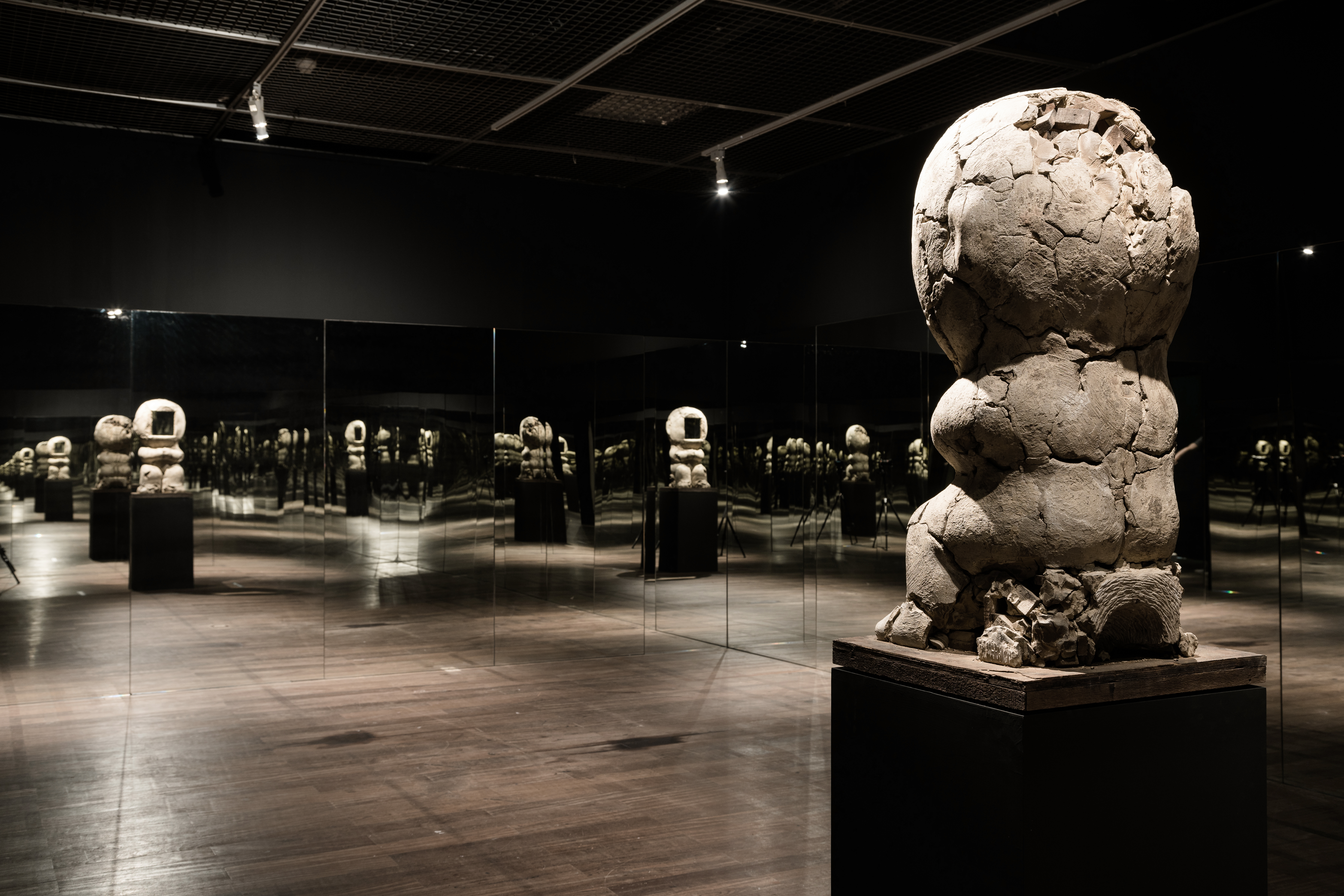
2017年 李真個展『「世」一場自願非願的遊浮』，《取相》，台北當代藝術館

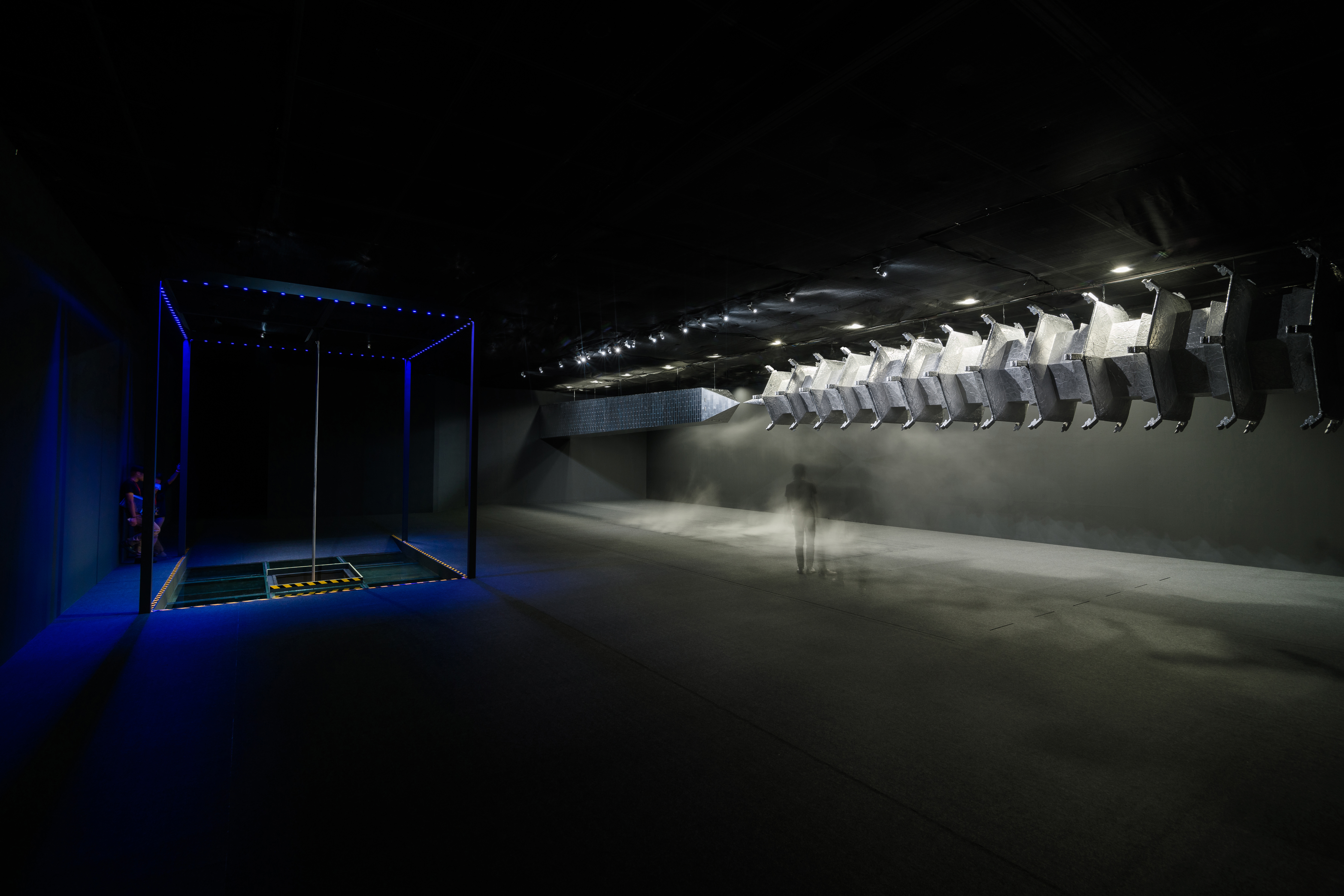
2017年 李真個展『「世」一場自願非願的遊浮』，《神經．私設天堂》、《急口》，台北當代藝術館

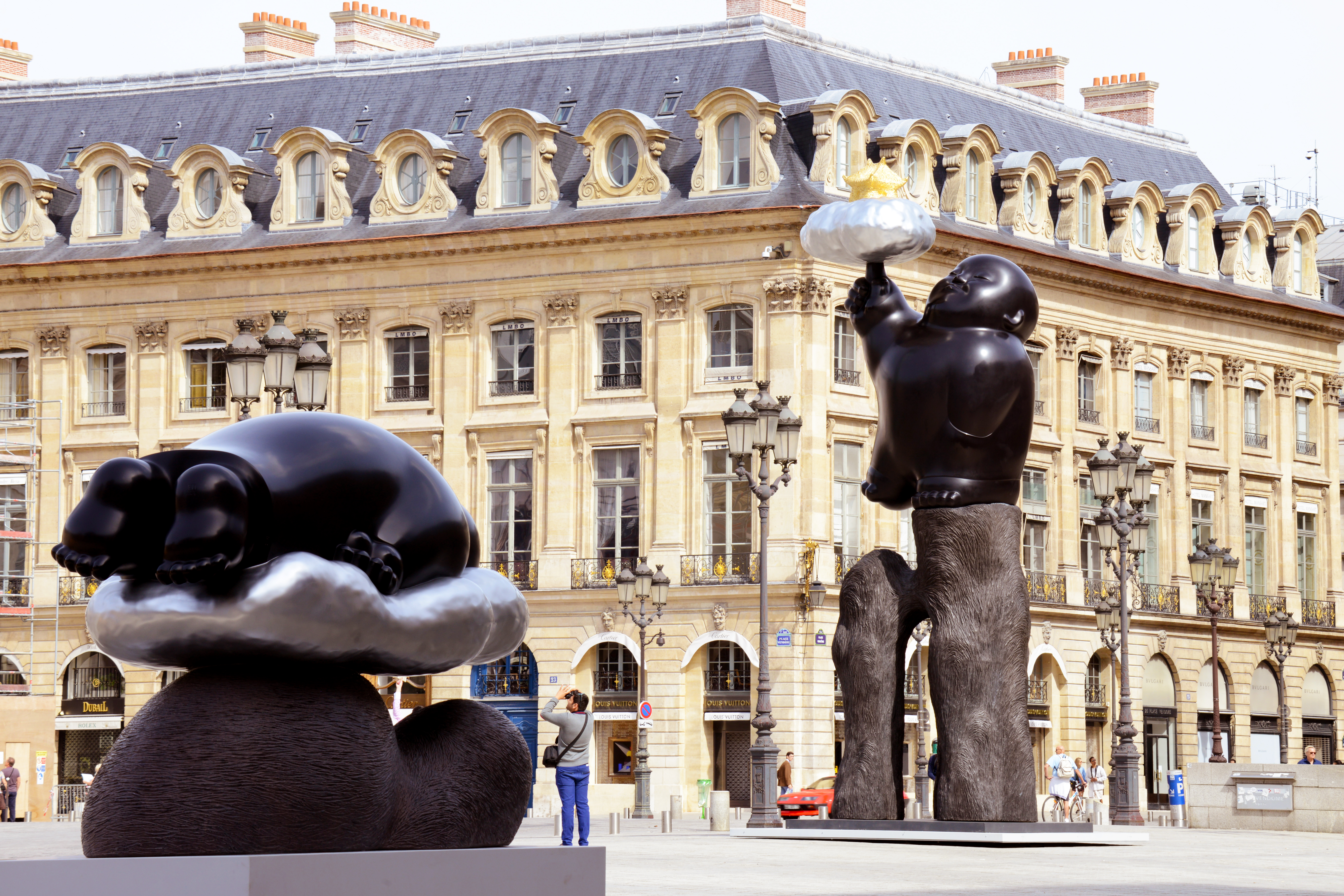
2013年 李真既重又輕大型雕塑個展，《天闕輕舟》，巴黎凡登廣場

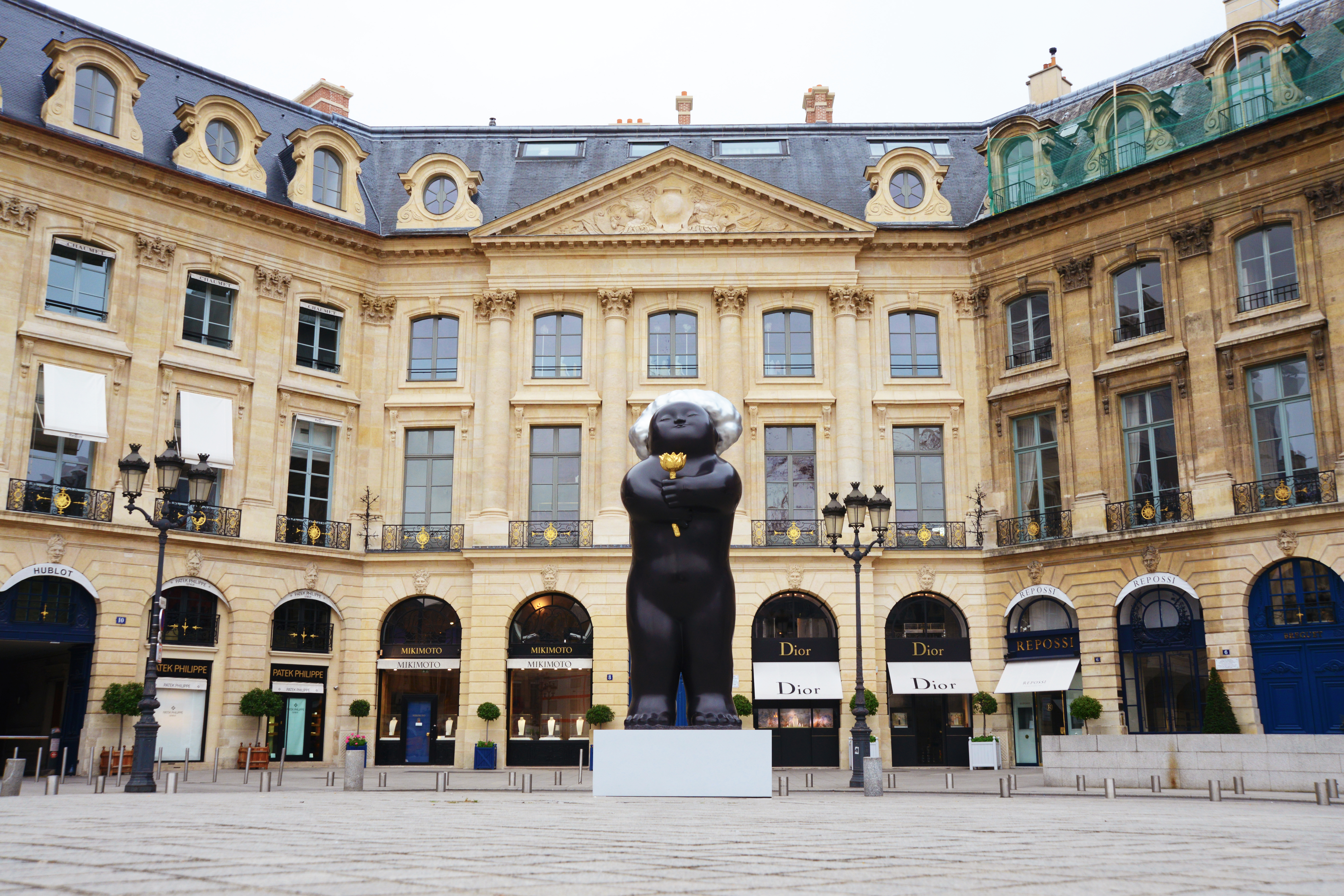
2013年 李真既重又輕大型雕塑個展，《捻花》，巴黎凡登廣場

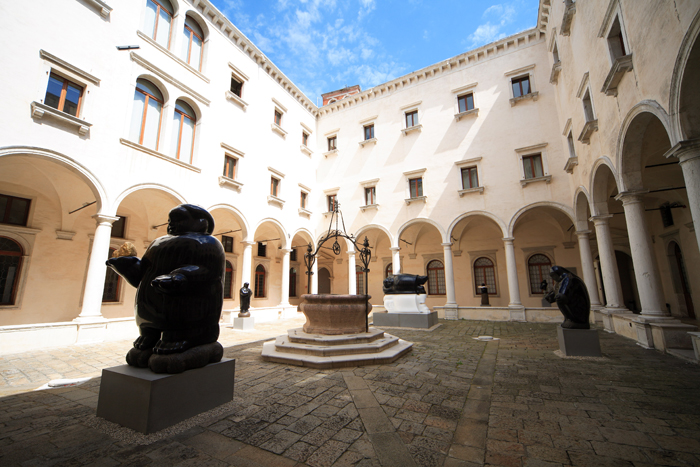
2007年 Li Chen 個展 「 虛空的能量 Energy of Emptiness 」，威尼斯雙年展

## 經歷
李真 1963 年生於台灣雲林，後主要生活於與工作於台中。
1981 年高中畢業後即至藝術家謝棟樑工作室學習人體雕塑，此時更深入認識西方古典名家如羅丹、賈柯梅蒂等。李真於 1989 年透過一位即將出家的居士引介下投入傳統佛教造像工作，開啟了傳統佛像雕塑的自學之路。
李真在西方造型藝術的訓練基礎上，於傳統塑像風格中突破框架，並在 1992 年完成首件落款作品《水月觀音》，為日後朝向純藝術創作埋下伏筆。1998 年開始放下佛像雕刻工作，投入專職的藝術創作，並在隔年以「虛空中的能量」作為其出道的首個創作系列，此後陸續在國際各重要城市中展出。
於 2007 年參加第 52 屆威尼斯雙年展，為首位以個人名義獲邀舉辦個展的台灣藝術家。此外，亦曾於中國美術館（2008年）、新加坡國家美術館（2009年）、台北自由廣場（2011年）、西雅圖弗萊伊美術館（2012年）、巴黎凡登廣場（2013年）、台北當代藝術館（2017年）、上海震旦博物館（2018年）舉辦個展。

## 創作風格
李真的風格依照時序可約分為「空靈之美」( 1992-1997 ) 、「虛空中的能量」( 1998-2000 ) 、「大氣神遊」( 2001 ) 、「神魄」( 2008 ) 、「不生不滅」( 2008 ) 、「天燧」( 2009-2010 ) 、「凡夫」( 2010 ) 、「青煙」( 2011-2018 )，及「現相篇」( 2023 ) 等數個系列。
圓潤充盈的體態是李真在多個創作系列中常見的特徵，如「虛空中的能量」、「大氣神遊」等系列中同時具備了孩童的天真感與神佛的莊嚴，因此逐漸形成了李真的作品有著超凡脫俗、既重又輕的標誌性形象。
相對地他也透過泥塑、木架等材質，在「不生不滅」、「凡夫」等系列中對世俗、人性的表達。除此之外，「青煙」系列則是透過雲霧的實體化所進行的抽像創作。「現相篇」則是在步入中年後對人生處境的反思。

## 國內外展覽經歷

### 個展
| 時間    | 展覽名稱                                               | 地點                         |
| ------- | ------------------------------------------------------ | ---------------------------- |
| 2023 年 | 優雅中的矛盾：大氣神遊之現相篇──李真個展               | 亞洲藝術中心                 |
| 2019 年 | 青煙—李真新作展                                        | 亞洲藝術中心                 |
| 2018 年 | 古往今來一李真個展                                     | 震旦博物館                   |
| 2017 年 | 「世」一場自願非願的遊浮— 李真個展                     | 台北當代藝術館               |
| 2014 年 | 荒徒—李真凡夫系列首展                                  | 亞洲藝術中心                 |
| 2013 年 | 既重又輕—李真 巴黎凡登廣場大型雕塑個展                 | 巴黎凡登廣場                 |
| 2013 年 | 華人藝術紀—李真文獻展                                  | 亞洲藝術中心                 |
| 2012 年 | 造化之不生不滅：千歲與草民                             | 西雅圖弗萊伊美術館           |
| 2011 年 | 大氣—李真台灣大型雕塑首展                              | 台北中正紀念堂               |
| 2010 年 | 天燧—夜光盈昃新系列發表                                | 上海藝術博覽會國際當代藝術展 |
| 2009 年 | 李真：精神 ‧ 身體 ‧ 靈魂                               | 新加坡國家美術館             |
| 2008 年 | 神魄                                                   | 亞洲藝術中心                 |
| 2008 年 | 尋找精神的空間                                         | 中國美術館                   |
| 2007 年 | 虛空中的能量 Energy of Emptiness 第 52 屆 威尼斯雙年展 | 威尼斯未來展望美術館         |
| 2003 年 | 大氣神遊                                               | 紐約 古豪士畫廊              |
| 1999 年 | 虛空中的能量                                           | 台北世界貿易中心 一館        |

## 獎項紀錄
| 時間         | 獎項               | 單位                                                           |
| ------------ | ------------------ | -------------------------------------------------------------- |
| 2024 年 6 月 | 雕塑藝術傑出成就獎 | 美國以色列博物館之友 The American Friends of Museums in Israel |

## 紀錄片
| 時間            | 節目                                       | 單位      |
| --------------- | ------------------------------------------ | --------- |
| 2013 年 12 月起 | . 華人藝術紀. 15 December 2013. Discovery. | Discovery |